# Myotragus balearicus
Espèce
Statut de conservation UICN

 EX : Éteint
Myotragus balearicus, aussi connu sous le nom de chèvre des cavernes des îles Baléares, est une espèce fossile de la sous-famille des caprinae qui a vécu dans les îles de Majorque et Minorque jusqu’à son extinction il y a environ 5 000 ans. Cet animal fut longtemps décrit comme une « drôle de chèvre », jusqu’à ce que des analyses génétiques, réalisées par l’université Pompeu Fabra de Barcelone, révélent que Myotragus était plus proche du mouton que de la chèvre.

## Étymologie
Le nom générique Myotragus est une forme latine contemporaine dérivée du grec ancien μῦς (mûs), « souris », et τράγος (trágos), « bouc ». L'épithète spécifique balearicus est un adjectif latin signifiant « baléar(iqu)e » (« relatif aux îles Baléares »).

## Description
Les fouilles qui ont mené à la découverte et à l'identification du Myotragus balearicus ont été réalisées par l’archéo-zoologiste Dorothea Bate à Majorque en 1909,.
Selon Paleobiology Database en 2024, l'espèce Myotragus balearicus n'est pas déclarée fossile alors que le genre Myotragus est déclaré fossile.
L’attention est d’abord attirée par la tête de l’animal. Ses yeux ne sont pas dirigés vers les côtés, comme ceux de presque tous les mammifères herbivores, mais vers l'avant, ce qui leur confère une vision stéréoscopique. Sa mâchoire inférieure contenait rarement plus de deux incisives vivaces lors de la croissance, comme les rongeurs et les lagomorphes, pas comme les autres ongulés. Quant à la mâchoire supérieure, elle manquait d’incisives. Le reste des dents étaient des molaires et des prémolaires adaptées au broyage des végétaux. En comparaison avec le reste du crâne, le nez était court, semblable à celui des lapins et des lièvres. Mâles et femelles disposaient de deux cornes courtes au sommet de la tête. Aucune corne complète n'ayant été trouvée, il est possible que ces cornes aient été longues.

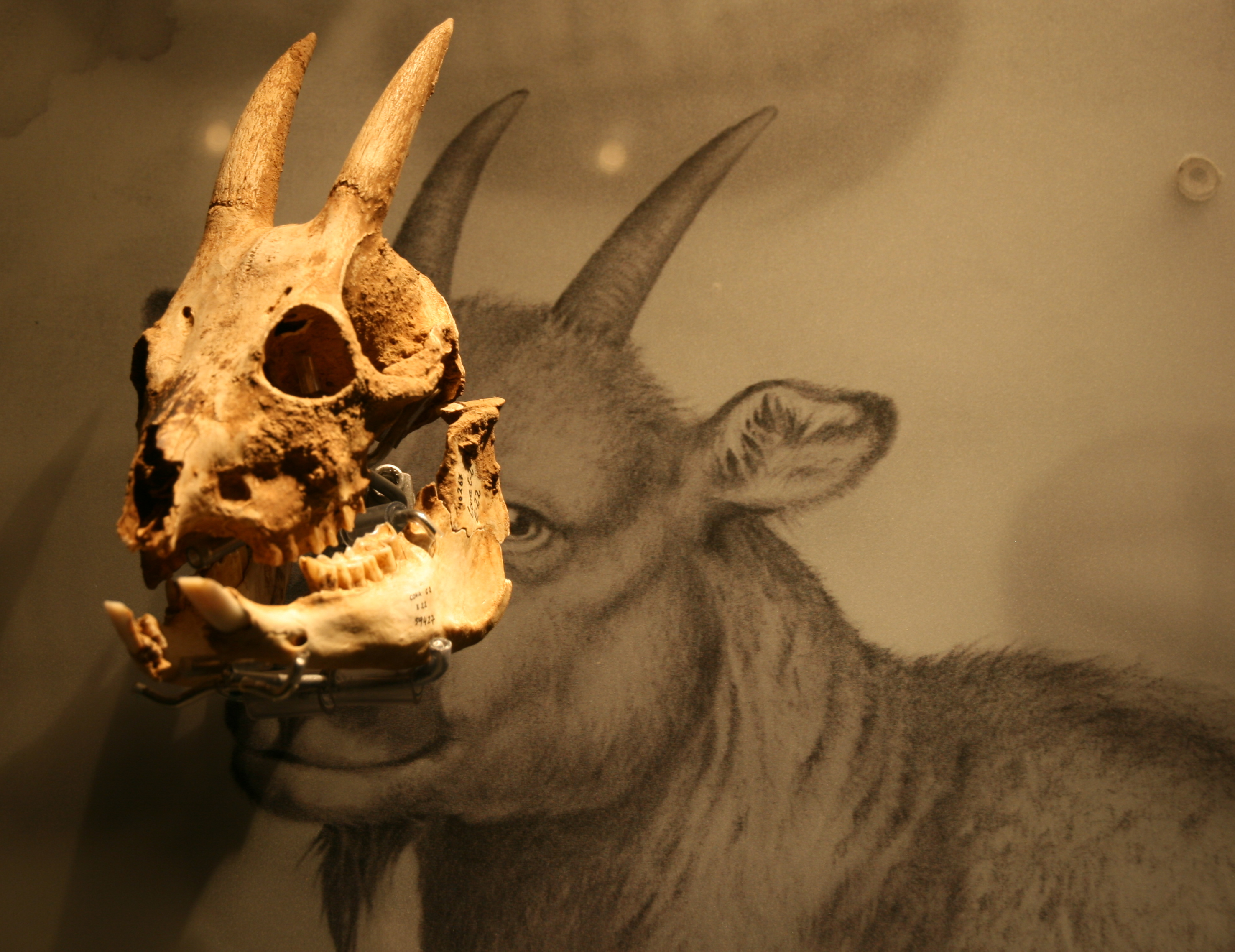
Vue de face du crâne.

Myotragus balearicus était de petite taille (environ 50 centimètres de haut à hauteur d’épaule) et pesait entre 12 et 15 kilogrammes. Ses jambes étaient proportionnellement plus courtes que celles de bovidés et moins souples, ce qui ne rendait pas Myotragus balearicus très véloce. En l'absence de prédateurs dans ces îles, à l'exception de quelques oiseaux de proie, ceci ne devait pas constituer un handicap. Myotragus possédait une bosse prononcée sur les épaules, tandis que le dos était plié vers l’arrière-train. Les pattes, comme souvent dans l'ordre des Artiodactyles, n’avaient que quatre doigts dont deux seulement étaient utilisés pour marcher. La queue était assez longue en proportion du reste du corps.
En 2009, une étude de squelette a montré, cas unique chez les mammifères, que l'espèce était ectotherme,. L'histologie des os longs de Myotragus révèle des traits exclusifs aux reptiles ectothermes. La microstructure osseuse indique que Myotragus ne grandissait pas comme les autres mammifères. Sa croissance à un rythme lent et souple s'apparentait à celle des crocodiles : Myotragus pouvait ainsi cesser périodiquement de croître, en synchronisation avec la fluctuation du niveaux de ses ressources alimentaires. Ces caractéristiques physiologiques et le cycle de vie de Myotragus ont certainement été déterminants pour leur survie dans des îles durant 5,2 millions d'années, soit plus du double de la persistance moyenne des espèces continentales.

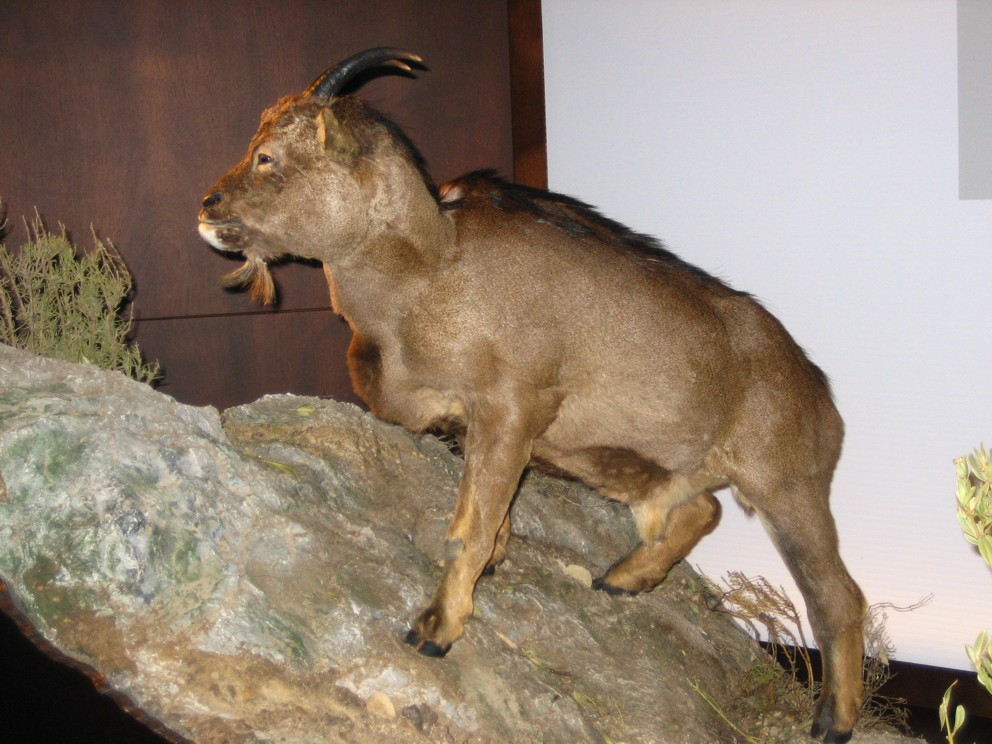
Reconstitution du Myotragus balearicus.

## Nourriture
Avant leur colonisation par l’homme, les îles Baléares primitives étaient recouvertes de forêts et les prairies herbacées de grande surface n'existaient pas. Myotragus balearicus devait par conséquent se nourrir de tous les types de végétation présents, arbustes endémiques et branches basses des arbres du climat méditerranéen. Dans un tel habitat, le Myotragus aurait de préférence vécu seul ou en petits groupes.

## Reproduction
Il existe peu d'informations sur les habitudes de reproduction de cette espèce. En 1999, la découverte d’un squelette d’un individu nouveau-né a permis de constater que le bébé Myotragus avait une taille relativement assez grande par rapport à celle de sa mère. Il pouvait probablement marcher et suivre sa mère peu de temps après sa naissance. Il semblerait que la maturation ne prenait que peu de temps, soit dans une fourchette d’une à deux années. Le fait que les individus aient conservé leurs cornes indique probablement que les mâles s'en servaient pour défendre leur droit de procréer. L'absence de dimorphisme sexuel laisse croire que cette espèce n'était pas polygame ou, du moins, que les mâles ne construisaient pas de « harems ». Étant donné que ses cornes étaient assez petites, le Myotragus devait s'en servir en attaquant les flancs de son adversaire (comme le font de nombreuses petites antilopes) plutôt que de le combattre frontalement (caractéristique propre aux grands ongulés). 
Le climat méditerranéen étant saisonnier, les Myotragus devaient avoir une saison d'accouplement annuel, sans savoir quand celle-ci se produisait. Les différences saisonnières, surtout en ce qui consiste les précipitations, étaient un peu moins prononcées à l’époque qu’elles ne le sont aujourd'hui. La période de gestation ne peut en être déduite avec certitude.

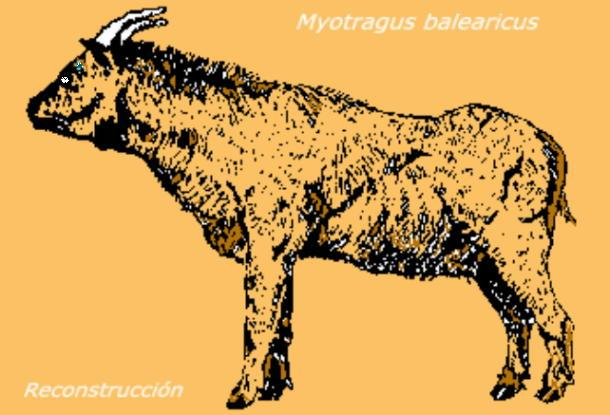
Dessin d'artiste de Myotragus balearicus.

## Origines
Le genre unique du Myotragus balearicus résulte d'un long processus évolutif de nanisme insulaire. Dans ce type d'environnement, les ongulés ont tendance à devenir plus petits tandis que les rongeurs et les lagomorphes voient leur taille augmenter, comme dans le cas d'Hypnomys, la marmotte géante qui partageait son habitat avec Myotragus. De telles espèces ont alors tendance à devenir moins craintives en l'absence de prédateurs. La perte de la capacité de courir rapidement en est une conséquence, ainsi que le développement de la vision stéréoscopique (qui est utile pour calculer les distances, pas pour repérer les prédateurs). La réduction proportionnelle du cerveau fait partie de ces conséquences, phénomène également observé chez l'Homme de Florès.
Des analyses de l'ADN de vieux fossiles datés du Pliocène (5,7 millions d’années) découvert dans l'île de Majorque (Myotragus pepgonellae) indiquent que Myotragus balearicus, en dépit d'être l'un des animaux dits "navigateurs", descendait d'animaux qui broutent. Les espèces les plus proches des Myotragus sont ovines, comme le Nesogoral de Sardaigne (espèce éteinte du Pléistocène), l’ancien Gallogoral de France (ancêtre continental éventuel de Myotragus et de Nesogoral), les ovins et mouflons actuels ainsi que les chèvres de montagne d'Asie centrale. Le dernier ancêtre commun aux Myotragus et Nesogoral arriva à Majorque et en Sardaigne il y a six millions d'années, époque à laquelle le détroit de Gibraltar était fermé et la mer Méditerranée constituée de plusieurs lacs salés. Plus tard, l'ouverture du détroit et l'afflux massif d'eau salée isolèrent les populations animales, qui se diversifient dans les nouvelles îles de la Méditerranée. Parallèlement, en raison des changements climatiques, la végétation subtropicale céda la place à celle que nous connaissons aujourd’hui, forçant Myotragus à adapter drastiquement son alimentation et par conséquent, sa denture. Étrangement, Myotragus colonisa dans un premier temps uniquement l’île de Majorque alors qu'à Ibiza, les principaux vertébrés de l’écosystème étaient des oiseaux et des chauves-souris et qu'un lapin géant se trouvait dans l’île de Minorque, de la même façon que le Myotragus à Majorque. Avec la baisse du niveau de la mer durant l'ère glaciaire, Majorque et Minorque furent réunies et Myotragus remplaça les grands lagomorphes minorquins. Au début de l'Holocène, les deux îles furent à nouveau séparées.

## Extinction
Diverses datations indiquent que les trois mammifères terrestres natifs de Majorque (Myotragus, Hypnomys et Nesiosites) auraient tous disparu durant la même courte période, au IIIe millénaire av. J.-C.. Selon les auteurs, ces extinctions résultent soit d'un changement climatique soit d'une extermination des populations par les premiers colons humains des Baléares. La question n’a toujours pas de réponse univoque ; il est généralement admis que la principale cause soit humaine. Selon les études les plus récentes, reposant sur des datations au radiocarbone, la présence humaine dans les îles Baléares remonterait au plus tôt au début du IVe millénaire av. J.-C. (grotte de la Muleta à Majorque). Les premiers colons des Baléares, qui appartenaient à une culture néolithique, ont continué à vivre dans des grottes, qui se trouvent abondamment dans les îles. De nombreux ossements d'animaux, en particulier ceux de Myotragus, avec des traces de boucherie, y ont été retrouvés. Il semble même que des tentatives de domestication aient été entreprises (découverte de cornes coupées avec cicatrisation). L'absence de découverte de jeunes individus laisse penser que ces tentatives ont échoué, probablement parce que les Myotragus étaient incapables de se reproduire en captivité ou pas de manière satisfaisante. Une chasse excessive, l’échec de la domestication, l’introduction d’animaux domestiques concurrents (chèvres, vaches, moutons, porcs) gardés par des chiens et la destruction des forêts pour créer des pâturages sont probablement à l'origine de l’extinction de cet animal.

## Publication originale
- (en) Dorothea M. A. Bate, « I. Preliminary Note on a New Artiodactyle from Majorca, Myotragus balearicus, gen. et sp. nov. », Geological Magazine, vol. 6, no 9,‎ septembre 1909, p. 385-388 (ISSN 0016-7568, DOI 10.1017/S0016756800124665).